# 1994 LR
1994 LR är en asteroid i huvudbältet, som upptäcktes den 1 juni 1994 av den japanske amatörastronomen Atsushi Sugie i Kiyosato.
Asteroiden har en diameter på ungefär 24 kilometer och den tillhör asteroidgruppen Eos.